# Dimos Minoa Pediada
Dimos Minoa Pediada (Minoa Pediada) är en kommun i Grekland.   Den ligger i prefekturen Nomós Irakleíou och regionen Kreta, i den sydöstra delen av landet, 300 km söder om huvudstaden Aten. Antalet invånare är 18 692. Arean är 394 kvadratkilometer.
Terrängen i Dimos Minoa Pediada är kuperad åt nordväst, men åt sydost är den bergig.